# Евреське графство
Евреське графство (фр. Comté d'Évreux) — невелике графство на півдні Нормандії у Середньовіччі. Нині його територія входить до складу департаменту Ер.

## Географія
Територія графства приблизно відповідала стародавньому галльсько-римському округу Еврецин. Графство було розташовано на південь від Сени, вздовж південно-східного кордону Нормандського герцогства, виконуючи функції оборони центральних областей Нормандії від сусідніх французьких Перша, сеньйорій Беллем і Дрьо та Шартрського графства. Адміністративним центром графства було місто Евре. Окрім нього на території графства розташовувалось кілька важливих фортець, передусім Тільєр-сюр-Авр і Легль. Графи Евре були васалами герцогів Нормандії.

## Історія

Герб дому Монфор-л'Аморі

Графство Евре було утворено 996 року нормандським герцогом Ричардом I для свого незаконного сина Роберта, архієпископа Руана. Нащадки Роберта правили на цій території до початку XII століття та брали дієву участь у нормандському завоюванні Англії. У війнах між синами Вільгельма Завойовника графи д'Евре зазвичай підтримували королів Англії. У 1118 році графство перейшло під владу Аморі III де Монфора, племінника останнього графа з лінії нащадків архієпископа Роберта. Дім де Монфорів мав великі володіння не лише в Нормандії та Іль-де-Франсі, але й в Англії. У 1195 році Аморі VI де Монфор був позбавлений своїх володінь королем Франції Філіпом II Августом, а 1200 року англійський король Іоанн Безземельний поступився сюзеренітетом над Еврським графством королю Франції. З цього моменту графство увійшло до складу французького королівського домену.

Герб графів д'Евре з дому Капетингів

У 1298 році Евреське графство було передано в апанаж молодшому сину короля Філіпа III Людовіку. Його син, Філіп д'Евре, одружившись із Жанною Французькою, спадкоємицею королівства Наварра, став правителем цієї невеликої Піренейської держави. Старший син Філіпа д'Евре — Карл Злий, король Наварри і граф д'Евре, відігравав одну з центральних ролей у політичній боротьбі у Франції в початковий період Столітньої війни. Інтриги Карла Злого та його загравання з англійцями і повсталими жителями Парижа у 1358 році призвели до конфіскації Еврського графства французьким королем Карлом V, однак невдовзі воно було повернуто законному спадкоємцю. У 1404 році Карл Благородний, син Карла Злого, продав свої права на графство Евре королю Франції взамін на пенсіон у 12 ліврів і титул герцога Немурського.
Після 1404 року Евреське графство залишалось у складі домену короля Франції до 1569 року, коли його було підвищено до рангу герцогства-перства й передано молодшому брату короля Карла IX Франсуа, майбутньому герцогу Анжуйському. По смерті Франсуа титули графа чи герцога д'Евре були остаточно скасовані.
З 1976 року титулом графа д'Евре почав користуватись Мішель Орлеанський, один з молодших синів Анрі, графа Паризького, претендента на французький королівський престол за версією орлеаністів.

## Графи д'Евре

### Нормандська династія
- 989-1037 : Роберт д'Евре, незаконнонароджений син Ричарда I, герцога Нормандії, архієпископ Руана.
- 1037-1067 : Ричард д'Евре, син попереднього
- 1067-1118 : Вільгельм д'Евре, син попереднього

### Дім Монфор-л'Аморі
- 1118—1137 : Аморі III де Монфор, син Симона I, сеньйора де Монфор-л'Аморі й Агнеси, дочки Ричарда д'Евре.
- 1137—1140 : Аморі IV де Монфор, старший син попереднього;
- 1140—1181 : Симон III де Монфор, брат попереднього;
- 1181—1182 : Аморі V де Монфор, син попереднього;
- 1182—1195 : Аморі VI де Монфор, син попереднього.

### Капетинги
- 1298-1319 : Людовік д'Евре, син Філіпа III, короля Франції
- 1319-1343 : Філіп д'Евре, син попереднього, король Наварри
- 1343-1378 : Карл Злий, син попереднього, король Наварри
- 1378?-1404 : Карл Благородний, син попереднього, король Наварри

## Герцоги д'Евре
- 1569-1584 : Франсуа, син Генріха II, короля Франції, герцог Анжуйський